# Trevor Sinclair
Trevor Sinclair (Dulwich, Londres, 2 de Março de 1973) é um futebolista inglês. Sinclair atuou na Copa do Mundo de 2002 pela Seleção Inglesa de Futebol.

## Clubes
- 1989/1993 Blackpool F.C
- 1993/1998 Queens Park Rangers F.C.
- 1998/2003 West Ham United
- 2003/2007 Manchester City
- 2007/2008 Cardiff City

## Seleção Inglesa
- Pela seleção inglesa, Sinclair atuou em 12 jogos.

## Ligações Externas
- Sinclair no Soccer Database